# فرناندو دومینگوئز دی مورا
فرناندو دومینگوئز دی مورا (به پرتغالی: Fernando Domingos de Moura) مهاجم اهل برزیل است که در شهر کواروخا و در تاریخ ۱۶ آوریل ۱۹۸۱ به دنیا آمده‌است.
فرناندو دومینگوئز دی مورا در تیم‌های فوتبال Grêmio Inhumense سابقهٔ حضور دارد.